# Moșteni
Moșteni is een Roemeense gemeente in het district Teleorman.
Moșteni telt 1607 inwoners.